# Prinzhöfte
Prinzhöfte – miejscowość i gmina w Niemczech, w kraju związkowym Dolna Saksonia, w powiecie Oldenburg, wchodzi w skład gminy zbiorowej Harpstedt.